# Roca Foradada de Vallromanes
La Roca Foradada de Vallromanes o la Roca del Turó de Cal Tàvec es troba al Parc de la Serralada Litoral i és la resta arqueològica més antiga de Vallromanes (Vallès Oriental), declarada Bé cultural d'interès local.

## Descripció
La cambra (de planta aproximadament ovalada i sostre esfèric) mesura 1,45 x 0,90 metres de base i 1,10 m d'alçària màxima. El forat d'entrada, gairebé circular, fa 0,90 m de diàmetre. La cara frontal té unes incisions que podrien formar part del sistema de tancament.
Podria haver format part d'un complex megalític, ja que a prop s'hi poden veure tot un seguit de grans roques i és una àrea d'indubtable ocupació prehistòrica, com ho demostren les petites restes trobades a les terres de Cal Cabrit, tot i que són de difícil interpretació i atribució. El 1948 s'hi documentà la troballa de dues destrals de pedra polida (actualment en parador desconegut) i una prospecció superficial més moderna no va donar cap més troballa.
La primera publicació sobre la roca, feta el 1976, la considerava un forn, funció que li atribuïa la gent de Vallromanes (encara que no hi ha senyals d'haver estat sotmesa a altes temperatures). L'any 1991 es va classificar finalment com a cova sepulcral artificial. El febrer del 2003, l'Ajuntament de Vallromanes la va declarar BCIL (Bé Cultural d'Interès Local) i va delimitar-hi una àrea de protecció en un perímetre de 30 metres.

## Accés
És ubicada a Vallromanes: cal sortir de la plaça de l'Església d'aquest poble per l'avinguda de Vilassar i seguir fins a la finca La Mimosa. Passada aquesta finca, just abans d'una rotonda, prenem una pista de terra que surt a l'esquerra. En pujar, trobarem diverses bifurcacions: cal anar sempre amunt fins a la plana de Cal Cabrit, entre els turons de Cal Tàvec i de Mas Miquel (Puig Aguilar). Aquesta plana és una clariana amb una codina al mig. La roca foradada és a la cantonada NE, a uns 20 metres dins del bosc. Coordenades: x=442628 y=4598425 z=264.